# Circolo Nautico Posillipo 2023-2024
Il Circolo Nautico Posillipo nella stagione 2023-2024 partecipa al massimo campionato di pallanuoto maschile.
Gioca le sue partite interne alla Piscina Felice Scandone di Napoli.

## Rosa 2023-2024
| N° |                   | Ruolo | Giocatore            |
| -- | ----------------- | ----- | -------------------- |
| 13 | Italia (bandiera) | P     | Roberto Spinelli     |
| 1  | Italia (bandiera) | P     | Luca Izzo            |
|    | Italia (bandiera) | P     | Vittorio Pizzo       |
| 11 | Italia (bandiera) | D     | Antonio Picca        |
| 2  | Italia (bandiera) | D     | Agostino Maria Somma |
| 3  | Italia (bandiera) | A     | Fabio Angelone       |
| 4  | Italia (bandiera) | A     | Mattia Rocchino      |
| 9  | Italia (bandiera) | A     | Lorenzo Briganti     |

| N° |                   | Ruolo | Giocatore            |
| -- | ----------------- | ----- | -------------------- |
| 5  | Italia (bandiera) | CV    | Giuliano Mattiello   |
| 8  | Italia (bandiera) | CB    | Nicola Cuccovillo    |
| 6  | Italia (bandiera) | CB    | Emiliano Aiello      |
| 14 | Italia (bandiera) | CB    | Ernesto Maria Serino |
| 12 | Italia (bandiera) | CV    | Paride Saccoia       |
| 7  | Serbia (bandiera) | CV    | Marko Tubic          |
| 10 | Serbia (bandiera) | CV    | Filip Radojevic      |

### Staff tecnico
- Allenatore: Roberto Brancaccio e Giuseppe Porzio
- Medico Sociale: Guglielmo Lanni
- Preparatore Atletico: Alessandro Fusco
- Fisioterapista: Silvio Ausiello